# Morten Hempel Jensen
Morten Hempel Jensen (født d. 1. november 1997) er en dansk håndboldspiller som spiller playmaker for Skanderborg Aarhus Håndbold i Herrehåndboldligaen. Han kom til klubben i 2021. Han har tidligere spillet for TMS Ringsted i 1. division.
Han skiftede i sommeren 2021 til ligaklubben Skanderborg Aarhus Håndbold, efter flere sæsoner i TMS Ringsted. Han var klubtopscorer for TMS Ringsted i 2020/21-sæsonen og den sjette mest scorende spiller i Herrehåndboldligaen med i alt 171 mål.